# لي هيون جو
لي هيون جو (بالكورية: 이현주)‏ هي ممثلة كورية جنوبية ومغنية سابقة. ولدت يوم 5 فبراير 1998 في سول في كوريا الجنوبية.

## روابط خارجية
- لي هيون جو على موقع ميوزك برينز (الإنجليزية)